# Сферична агломерація

Гранули. JPG

Вугільно-масляні конґломерати. Шкала 0,5 см

Сфери́чна агломера́ція (NRCC-процес) — спосіб одержання кулькоподібних  вугільномасляних агломератів, розроблений у 60-70-х роках Національною Радою з наукових досліджень Канади (National Research Concil of Canada), Оттава. Розробники — Кейпс, Фернанд, Сьюзерленд, Паддінгтон та інші.

## Опис процесу
Цей спосіб схожий на процеси «Конвертоль» і «Оліфлок», але на відміну від них зневоднені агломерати піддавалися грудкуванню. Ця операція не відрізнялася від аналогічної в процесі CFRI. Вихідну суспензію густиною 200 г/л змішували з низьков'язкою вуглеводневою рідиною (дизельним паливом) спочатку у високошвидкісній горизонтальній, а потім низькошвидкісній вертикальній мішалці. Продукт перемішування розділяли за щільністю (густиною) відстоюванням. Легку фракцію обезводнювали на грохотi і згрудковували важким мазутом в тарілчатому грануляторі.
Збагачували та обезводнювали вугілля зольністю 17-18 % і крупністю менше 0,074 (0,15) мм при вмісті класу менше 0,044 мм~90 %. Витрати дизельного палива становили 5 мас.%, важкого мазуту — 20-70 мас.%. Частота обертання імпелерів мішалок 6000-8000 хв-1. Загальна тривалість грануляції у обох мішалках 17-18 хв. Розрідження суспензії та обезмаслювання агломерату не проводилося. Продукт грануляції мав крупність 0,5-1 мм і зольність 5-8 %. Після грудкування крупність концентрату становила 6-10 мм. Після термічної сушки його вологість 5 %. Дослідження проводились на дослідній установці продуктивністю 5 кг/год.

## Переваги процесу
Тривала експлуатація показала такі переваги NRCC-процесу:
- мала зольність та вологість обкотишів;
- покращення коксуючих властивостей вугілля ;
- хороша транспортабельність матеріалу.

## Промислові установки
Були розроблені проекти промислових установок NRCC-процесу продуктивністю 100 і 200 т/год. З метою зниження капітальних та експлуатаційних витрат та підвищення рентабельності NRCC-технології запропоновано спрощення процесу за рахунок використання млина Szego оригінальної конструкції одночасно як подрібнювача і гранулятора. Цей планетарний млин з кільцевими роликами.
Млин складається з нерухомої циліндричної подрібнюючої поверхні, всередині якої обертаються рамки із спіральними каналами, розташовані на гнучких валах і одержуючі обертальний імпульс від фланців, з'єднаних з центральним приводним валом. Матеріал подається самопливом або через циліндричний живильник, а вивантажується у нижній частині млина. Частинки, які надходять в робочу зону, подрібнюються під час проходу між обертаючими рамками і нерухомою подрібнюючою поверхнею. Канали на рамках забезпечують додатковий перенос матеріалу в млині, що дозволяє регулювати час його перебування в робочій зоні та продуктивність млина. Конструкція забезпечує розділення робочого простору млина на зону подрібнення та зону агломерації при введенні масляного агенту і води у вихідний матеріал. Відсутність ударного руйнуючого фактору, що присутній, наприклад, в шарових млинах, перешкоджає руйнуванню виникаючих агломератів. Проведені лабораторні дослідження млина Szego діаметром 22 см, обладнаної чотирма роликами довжиною 30 см з дрібними спіральними каналами, які оберталися з частотою 800 хв-1, показали наступні результати. Подрібненню і агломерації піддавали вугілля пласта «Мінто» родовища «Нью-Брансуік» (Канада) зольністю 26 %. В суспензії, завантажуваній в млин співвідношення вугілля:вода змінювалося в межах 0,4-1,7 (по масі). Витрати масла становили 10 мас.%. Продуктивність млина по вихідному вугіллю підтримувалася на рівні 270 кг/год. При одноразовому пропусканні матеріалу через млин виникав зфлокульований концентрат крупністю понад 100 мкм та зольністю 12-15 %. Після промивки його водою зольність концентрату зменшувалася до 9 %.
Фірмою «Дженерал Коммюнішнл» спроектовано і побудовано зразки мельниць «Szego» продуктивністю до 5 т/год по вихідному вугіллю. Вони можуть бути використані як агломераційні апарати, а також для приготування водовугільних суспензій (продукт подрібнення має крупність 80 % класу −0,074 мм).